# Borówiec
Borówiec is een plaats in het Poolse district  Poznański, woiwodschap Groot-Polen. De plaats maakt deel uit van de gemeente Kórnik en telt 1302 inwoners.